# Ларіха
Ларі́ха (рос. Лариха) — село у складі Ішимського району Тюменської області, Росія.
Населення — 739 осіб (2010, 838 у 2002).
Національний склад станом на 2002 рік:
- росіяни — 86 %